# Mathématiques spéciales
 (mars 2025).
Motif : aucune source
- Archive Wikiwix
- Bing
- Cairn
- DuckDuckGo
- E. Universalis
- Gallica
- Google
- G. Books
- G. News
- G. Scholar
- Persée
- Qwant
- (zh) Baidu
- (ru) Yandex
- (wd) trouver des œuvres sur Wikidata

| 1. | Préciser le motif de la pose du bandeau. | Précisez le motif de la pose du bandeau en utilisant la syntaxe suivante : {{admissibilité à vérifier\|date=avril 2025\|motif=remplacez ce texte par le motif}}                              |
| 2. | Informer les utilisateurs concernés.     | Pensez à avertir le créateur de l'article, par exemple, en insérant le code ci-dessous sur sa page de discussion : {{subst:avertissement admissibilité à vérifier\|Mathématiques spéciales}} |

En France, la classe de mathématiques spéciales (abrégé en « maths spé ») est le nom de la seconde année d'une ancienne filière de classes préparatoires aux grandes écoles (CPGE), remplacée par la filière des classes préparatoires scientifiques après la réforme de l'enseignement supérieur de 1997. En dépit de la disparition officielle de cette appellation, elle continue d'être largement utilisée dans l'argot scolaire.
Ouverte aux élèves issus de « maths sup », elle permet de se préparer aux concours des grandes écoles d'ingénieurs, des écoles normales supérieures, des écoles militaires et des écoles d'actuariat. L'enseignement dispensé est à très forte dominante scientifique sans l'être exclusivement (mathématiques, physique, chimie, informatique, sciences de l'ingénieur, français/philosophie, langues étrangères...).
En argot scolaire, cette année est surnommée année de taupe (et les étudiants sont donc des taupins).
Durant sa première année en « maths spé », l'élève est dit « 3/2 » (trois demis) ou « carré ». À l'issue des concours, l'élève peut — s'il désire améliorer ses résultats aux concours — redoubler sa classe de « maths spé ». Il est alors appelé « 5/2 » (cinq demis, voir une explication ci-dessous de ces termes argotiques, et également la page taupin) ou « cube ».
Actuellement, les différentes voies de la classe de « maths spé » sont :
- MP, MP* : mathématiques et physique (accessibles après MPSI et MP2I)[2]  (anciennement Maths spé M);
- MPI, MPI* : mathématiques, physique, et informatique (accessibles uniquement après MP2I)
- BCPST : Biologie, Chimie, Physique et Science de la Terre
- PC, PC* : physique et chimie (accessibles après PCSI) (anciennement Maths spé P)
- PSI, PSI* : physique et sciences de l'ingénieur (accessibles après MPSI, PCSI, PCSI-SI, MP2I et, dans une moindre mesure, PTSI) ;
- PT, PT* : physique et technologie (accessibles après PTSI) (anciennement Maths sup techno) ;
- TB : technologie et biologie ;
- TPC : technologie, physique et chimie (anciennement Maths spé TB) ;
- TSI (anciennement Maths spé TA) ;

Le symbole « * », prononcé « étoile » (parfois aussi lu « étoilée » ou « star »), signifie qu'il s'agit d'une classe sélective où seuls les meilleurs élèves de « maths sup » sont admis. Il remplace le symbole « ' » (« prime », à lire avec la phonétique française) qui existait avant la réforme des classes préparatoires de 1995-1996. 

## L'appellation 3/2 et 5/2
Comme précisé ci-dessus, les élèves effectuant leur première année de mathématiques spéciales sont souvent qualifiés de « 3/2 » (trois demis), tandis que les élèves redoublant cette année sont qualifiés de « 5/2 » (cinq demis).
Bien que cela ne soit pas l'explication historique de cette appellation[réf. nécessaire], il est commun d'entendre la justification rationnelle suivante, fondée sur les deux égalités mathématiques exactes ci-contre, relatives au calcul intégral simple : {\displaystyle \int _{1}^{2}x~\mathrm {d} x={\frac {3}{2}}} et {\displaystyle \int _{2}^{3}x~\mathrm {d} x={\frac {5}{2}}} ; ce qui se lit respectivement « Intégrale de 1 à 2 de {\displaystyle x~\mathrm {d} x} égale 3/2 » et « Intégrale de 2 à 3 de {\displaystyle x~\mathrm {d} x} égale 5/2 ».
En effet, il est communément admis que nombre d'élèves en CPGE souhaitent intégrer l'« X » (c'est-à-dire, réussir le concours d'entrée à l'École polytechnique). Ainsi, la « 3/2 » est la voie permettant d'intégrer l'X entre la première et la deuxième année de prépa, tandis que la 5/2 permet d'intégrer l'X entre la deuxième et la troisième année de prépa.
Il est également possible, mais rare, d'entendre quelquefois l'appellation « 7/2 » désigner certaines personnes redoublant pour la deuxième fois leur année de mathématiques spéciales, principalement pour des raisons personnelles considérées comme valables par l'établissement permettant la réinscription de l'élève.
On entend également dans certains cas très rares « 4/2 » (quatre demis) désigner les élèves de « maths spé » ayant redoublé leur année de sup, ainsi que « 6/2 » (six demis) désigner les élèves qui ont redoublé leurs deux années de prépa.